# Mount Tennent, Antarktis
Mount Tennent är ett berg i Antarktis. Det ligger i Östantarktis. Nya Zeeland gör anspråk på området. Toppen på Mount Tennent är 2 900 meter över havet, eller 104 meter över den omgivande terrängen. Bredden vid basen är 0,81 km.
Terrängen runt Mount Tennent är huvudsakligen kuperad. Trakten är obefolkad. Det finns inga samhällen i närheten.